# Pseudione nephropsi
Pseudione nephropsi là một loài chân đều trong họ Bopyridae. Loài này được Shiino miêu tả khoa học năm 1951.